# Småtjärnarna (Bodums socken, Ångermanland, 709469-153070)
Småtjärnarna är en sjö i Strömsunds kommun i Ångermanland och ingår i Ångermanälvens huvudavrinningsområde.